# Nikolaus Poppe
Nikolaus Poppe, Nicholas Poppe, rusky Николай Николаевич Поппе, Nikolaj Nikolajevič Poppe (27. července 1897 Jen-tchaj – 8. srpna 1991 Seattle, Washington) byl ruský všestranný lingvista specializující se na mongolštinu a altajskou jazykovou rodinu. Až do roku 1943 pracoval Poppe v Sovětském svazu, poté v Německu a Spojených státech.

## Život
Poppeův otec byl konzulárním úředníkem v diplomatické službě Ruska a v době narození syna byl umístěn v Číně.
V roce 1923 začal Poppe studovat na Leningradské univerzitě, především u mongolisty Borise Vladimircova. V roce 1931 se stal vedoucím katedry mongolských studií na Ústavu asijských studií Akademie věd SSSR. V roce 1933 byl v třiceti šesti letech zvolen jako nejmladší kandidát akademie.
V roce 1943 Poppe pracoval v nacisty okupovaném Karačajsko-Čerkesku, působil jako překladatel mezi místními a německými okupanty. Poppe při stahování Němců z oblasti využil situaci a odstěhoval se i s rodinou do Berlína, kde pracoval ve Wannsee-Institutu, který měl blízko k SS a probíhala tam studia o Sovětském svazu.
Po porážce Německa byl sovětskými úřady obviněn z válečných zločinů, pracoval nejprve pro Brity a později pro americkou tajnou službu, až konečně v roce 1949 odešel do Spojených států. Tam žil pod falešným jménem, pracoval pro ministerstvo zahraničí a poté učil až do svého odchodu do důchodu v roce 1968 na University of Washington. Ve stejném roce obdržel čestný doktorát na Univerzitě v Bonnu.
Za mccarthismu se účastnil protikomunistické propagandy proti kolegům z řad akademických pracovníků a zaměstnanců ministerstva zahraničí, mimo jiné proti Owenu Lattimorovi.

## Dílo
Poppe se věnoval studiu jazyků altaiské jazykové rodiny, zvlášť chalchské a burjatskté mongolštiny, dále se věnoval folklóru mluvčích těchto jazyků. Napsal návody a gramatiky psané i mluvené chalchské, burjatské mongolštiny, jakutštiny, alarského dialektu a baškirštiny.
V letech 1924 až 1987 publikoval 49 knih, k tomu řadu článků a recenzí. Po roce 1949 začal vedle ruštiny psát Poppe v němčině a angličtině. Bez ohledu na to, v jakém jazyce psal, je jeho dílo hodnoceno jako jednoduché a jasné. Tím pádem napsal dílo užívané jak odborníky, tak neodborné zájemce o téma. Mezi lety 1949 a 1968 navíc učil mezi 16 a 17 hodinami na Washingtonské univerzitě za týden celý rok krom tří měsíců prázdnin, které užíval pro výzkum.
Mimo jiné vydal jedenáct dílů mongolských eposů, sbírku mongolských vyprávění, písní a pohádek (Mongolische Epen, díly 1–11, 1975–86), dále mongolských variant děl v sanskrtu. Ve svém syntetickém díle Vergleichende Grammatik der altaischen Sprachen (1960) se také pokusil rekonstruovat altajský prajazyk.
V květnu 1989 zahájili graduovaní studenti Washingtonské univerzity se zájmem o centrální a vnitřní Asii Nikolaus Poppe Symposium, toto sympozium se koná doposud.